# تام جردن (بازیکن فوتبال)
تام جردن (انگلیسی: Tom Jordan (footballer)؛ زادهٔ ۲۴ مهٔ ۱۹۸۱) یک بازیکن فوتبال است.
از باشگاه‌هایی که در آن بازی کرده‌است می‌توان به باشگاه فوتبال ساتون یونایتد، باشگاه فوتبال ایستلی، باشگاه فوتبال فارست گرین راورز، باشگاه فوتبال هاوانت و واترلوویل، باشگاه فوتبال تاموورث، باشگاه فوتبال ساوتند یونایتد، و باشگاه فوتبال بریستول سیتی اشاره کرد.